# Ulica Opłotki w Szczecinie

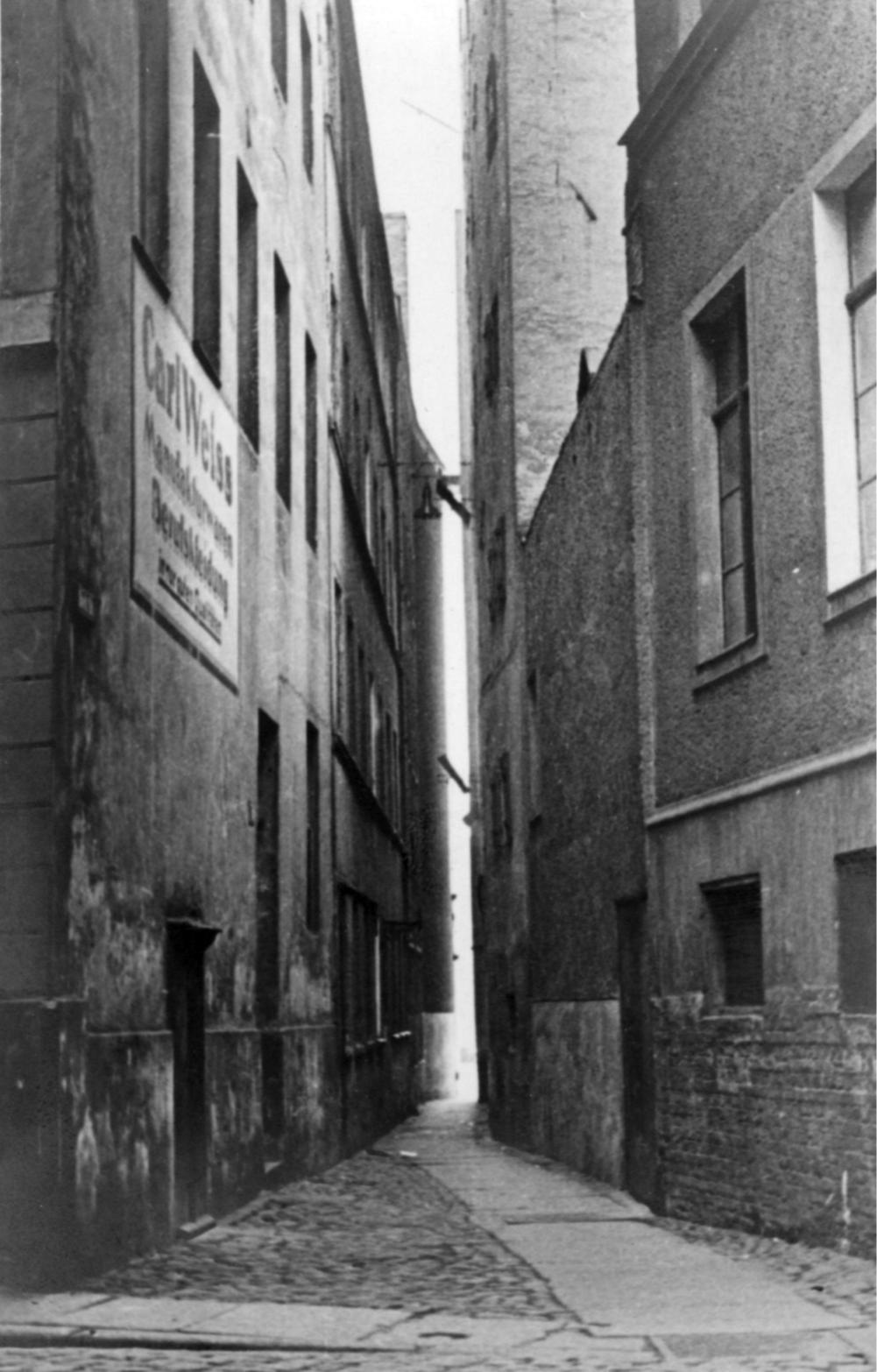
Przedwojenna Hackgasse – najwęższa ulica miasta

Ulica Opłotki – ulica o długości 38,8 m zlokalizowana na obszarze szczecińskiego Starego Miasta, w dzielnicy Śródmieście. Przebiega z południowego wschodu na północny zachód, łącząc ulicę Małą Odrzańską z ulicą Wielką Odrzańską i Rynkiem Nowym. Nawierzchnia jezdni składa się z betonowej kostki. Na całej długości obowiązuje ruch jednokierunkowy.

## Historia
Barnim I, książę pomorski w latach 1220–1278, założył na obszarze Podzamcza osiedle, które zasiedlili niemieccy kupcy. Współczesna ulica Opłotki położona jest w pobliżu dawnego ogrodzenia chroniącego teren tegoż osiedla. 
Najstarsza nazwa dzisiejszej ulicy Opłotki (de stauen) nawiązuje do łaźni wzmiankowanej w 1495 r. jako własność kościoła św. Mikołaja (de stauen achter S. Niclas kerken). W połowie XVI wieku właścicielem łaźni stało się miasto. W 1536 r. ulicę określono jako „w miejscu [zwanym] łaźniami”, a w 1711 r. jako „przy łaźniach”. Na początku XVIII wieku łaźnię zamknięto. Prawdopodobnie w związku z tym wydarzeniem w 1722 r. pojawia się informacja o przemianowaniu ulicy z Łaziebnej na Opłotki (das Stavehl, jetze die Hack genannt). Niemniej jednak jeszcze rok później i w 1786 r. notowana jest nazwa „Łaziebna”. W 1811 r. ulica nosiła miano „Die Hakke”. Po 1856 r. ulica została podzielona. W górnym biegu włączono ją w ciąg ulicy Małej Odrzańskiej, a dolnemu nadano nazwę Hackgasse. Dochodząc do skrzyżowania z bulwarem dolny odcinek ulicy zwężał się do szerokości niewielkiego przejścia między ścianami naprzeciwległych budynków; była to najwęższa ulica w przedwojennym Szczecinie.
W czasie II wojny światowej zabudowa Hackgasse została zniszczona. Po wojnie zarówno dolny, jak i górny odcinek otrzymały miano ulicy Murnej. W latach 40. XX wieku rozebrano niemal wszystkie ruiny budynków, pozostawiając jedynie częściowo zniszczoną kamienicę redakcji gazety Stettiner General-Anzeiger z końca XIX wieku. Przetrwała ona do około 1954 r.. W związku z budową Arterii Nadodrzańskiej dolny odcinek ulicy zlikwidowano. W 1955 r. ocalały górny fragment ulicy nazwano Opłotki. Na przełomie XX i XXI wieku parcele po prawej stronie zachowanego odcinka ulicy zabudowano postmodernistycznymi kamienicami. Lewa pierzeja pozostawała niezabudowana do 2015 r. W tymże roku rozpoczęto wznoszenie nowej kamienicy, jednak prace budowlane wstrzymano. Zostały one wznowione w 2018 r. i potrwały do 2020 r.

## Kalendarium zmian nazwy ulicy
| Czas obowiązywania | Nazwa              |
| ------------------ | ------------------ |
| 1498               | straten de stauele |
| 1536               | ord der stavelen   |
| 1711               | im Stävel          |
| 1722               | die Hack           |
| 1723               | das stavehl        |
| 1786               | im Bad Staven      |
| 1811               | die Hakke          |
| 1856–1945          | Hackgasse          |
| 1945–1955          | ulica Murna        |
| od 1955 r.         | ulica Opłotki      |

## Obiekty
- Kamienica Stettiner General-Anzeiger (zburzona w 1954 r.; przypisana adresem do Rynku Nowego).